# Lijst van Nederlandse deelnemers aan de Paralympische Winterspelen 2014
Deze lijst van Nederlandse deelnemers aan de Paralympische Winterspelen 2014 in Sotsji geeft een overzicht van de sporters die zich hebben gekwalificeerd voor de Spelen.
| Paralympiër               | Sport       | Onderdeel                                                                                    | Ervaring   |
| ------------------------- | ----------- | -------------------------------------------------------------------------------------------- | ---------- |
| Kees-Jan van der Klooster | Alpineskiën | Afdaling, zittend Super G, zittend Supercombinatie, zittend Reuzenslalom, zittend            | 2de Spelen |
| Lisa Bunschoten           | Snowboarden | Snowboardcross                                                                               | Debutant   |
| Anna Jochemsen            | Alpineskiën | Afdaling, staand Super G, staand Supercombinatie, staand Slalom, staand Reuzenslalom, staand | Debutant   |
| Merijn Koek               | Snowboarden | Snowboardcross                                                                               | Debutant   |
| Bibian Mentel             | Snowboarden | Snowboardcross                                                                               | Debutant   |
| Bart Verbruggen           | Alpineskiën | Afdaling, staand Super G, staand                                                             | Debutant   |
| Chris Vos                 | Snowboarden | Snowboardcross                                                                               | Debutant   |